# На Ватиния и Нония
«На Вати́ния и Но́ния» — условное название стихотворения римского поэта Гая Валерия Катулла, включённого в состав посмертного сборника («Книги Катулла Веронского») под номером 52. Стихотворение включает всего четыре строки. Автор повторяет вопрос, обращённый к самому себе («Ну что ж! Ещё ли медлишь умирать, Катулл?»), и пишет, что консулами стали Ватиний и «зобатый Ноний» — явно неприятные ему люди.
О Нонии ничего не известно, но Плиний Старший, упоминающий стихотворение Катулла, пишет, что сын Нония стал жертвой проскрипционных убийств в 43 году до н. э., а внук получил консулат (возможно, в 35 году до н. э.). Публий Ватиний был видным цезарианцем и занимал консульскую должность в 47 году до н. э., хотя и совсем недолго. Некоторые антиковеды считают, что Катулл пишет о реальном консульстве и что он, соответственно, дожил до 47 года, но эта версия противоречит традиционной хронологии.